# Школа современного искусства
Школа современного искусства — негосударственная художественная инициатива, предпринятая в Москве в 1997 году художником Авдеем Тер-Оганьяном.

## История
«Школа современного искусства» возникла в Москве в 1997 году как арт-проект художника Авдея Тер-Оганьяна.
В феврале 1998 года участники проекта сняли видео «Вон из искусства!», «ниспровергая» авторитетнейшие фигуры московской арт-среды: Авдея Тер-Оганьяна, Анатолия Осмоловского, Константина Звездочетова, Алексей Шульгина, Андрея Ковалёва, Сергея Епихина, Марата Гельмана, Виктора Мизиано.
В мае 1998 года «Школа современного искусства» Авдея Тер-Оганьяна и «Внеправительственная контрольная комиссия» Анатолия Осмоловского провели акцию «Баррикада», соорудив в Москве на Большой Никитской настоящую баррикаду из пустых картонных коробок, строительного мусора, картин современных художников, автодорожных заграждений и скотча.
Последней художественной акцией в рамках «Школы» стал перфоманс «Юный безбожник» Большом Манеже. Акция предполагала участие зрителей в перфомансе: за определённую стоимость предполагалось несколько видов осквернения икон (бумажных репродукций) — совершение действия участником «Школы», осквернение иконы самим зрителем или продажа иконы с инструкцией «по осквернению в домашних условиях». В результате возмущения верующих по поводу кощунственных действий Тер-Оганьяна против него было возбуждено судебное преследование, и он был осуждён по 282 статье УК РФ.
После вынужденной эмиграции в Чехию,  Авдей Тер-Оганьян реанимировал «Школу современного искусства» в виде интернет-проекта «Школа авангардизма».
По возвращении в Россию Тер-Оганьян продолжает педагогическую деятельность и с 2019 года школа, де-факто, возобновляет существование в формате авторской мастерской Факультета современного искусства в рамках высшей школы "Среда Обучения", инициированной УНИК.

## Участники проекта
- Алексей Булдаков
- Максим Каракулов[1]
- Давид Тер-Оганьян[1]
- Валерий Чтак

## Цитаты
- «В 1997 году Тер-Оганьян открыл новый проект под названием „Школа современного искусства“. Это был своего рода пародийный отклик и на факт отсутствия в России полноценного художественного образования, и на идею художественного образования как таковую. Тер-Оганьян, в частности, учил молодых людей, среди которых был и его сын Давид, правильно поставленным авангардным жестам. Тем самым, которые с таким пафосом производили его сотоварищи по московскому акционизму — Олег Кулик,Александр Бренер и Анатолий Осмоловский. Настоящий радикал должен не только уметь в нужный момент снять штаны или правильно использовать ненормативную лексику, но и убедительно объяснить смысл этих действий»[5] — Андрей Ковалёв, 2010.

- «„Школа современного искусства“ — это прежде всего коллективный проект, участники которого договорились о перманентном воспроизводстве определенной активности, а потом уже „школа“, в непосредственном смысле этого слова. И это принципиально. Материалом выступают сами участники, а инструментами — беседы, семинары, перформансы, бытовые эксперименты, акции, теоретические и художественные тексты и т. д. Здесь нет разделения на учителей и учеников. Нет тех, кто наделен чувством превосходства, и тех, кого постоянно вводят в ситуацию неполноценности и недостатка. Каждый является соучастником коллективно производимого события»[1] — Максим Каракулов, 1999.